# Conde do estábulo
Conde do estábulo (em latim: comes stabuli; em grego: κόμης τοῦ σταύλου/στάβλου; romaniz.: komēs tou staulou/stablou) era um oficial romano e bizantino responsável pelos cavalos e animais de carga destinados ao uso do exército e da corte imperial. Do Império Bizantino, foi adotado pelos francos, e é a origem do posto e título de condestável, através do francês antigo conestable.

## História e função

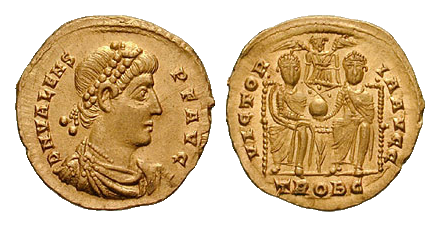
Soldo do imperador Valente.

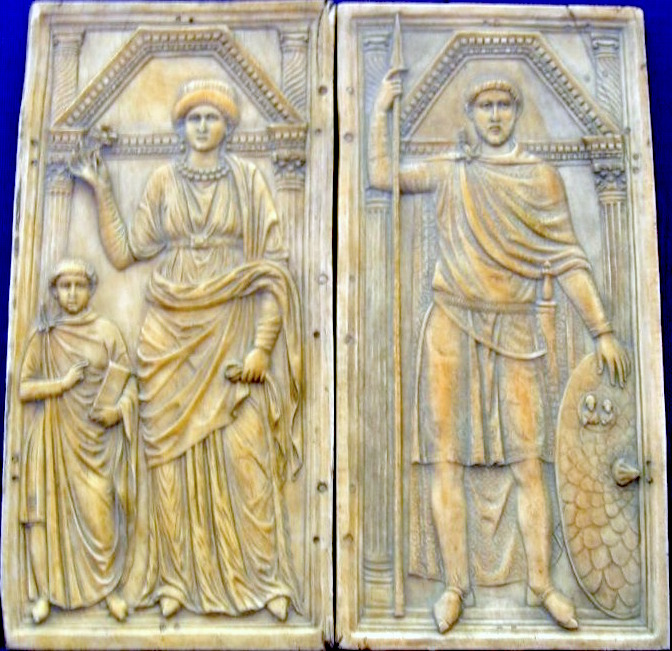
Díptico de marfim representando Estilicão, sua esposa Serena e seu filho Euquério.

O posto aparece pela primeira vez no século IV como o tribunus [sacri] stabuli ("tribuno do estábulo [sagrado]"), inicialmente responsável pela cobrança de cavalos das províncias. De acordo com Amiano Marcelino, eles eram classificados igualmente com os tribunos do regimento de guarda escola palatina. No Notitia Dignitatum eles são listados como "prepósito grego e dos estábulos" (praepositi gregum et stabulorum) sob o conde da fortuna privada (comes rerum privatarum). No início do século V, como atesta o Código de Teodósio, eles foram elevados a condes com a patente de vir clarissimus, mas o título de tribuno permaneceu em uso paralelo por algum tempo.
Oito titulares do ofício são conhecidos desde o século IV, incluindo o imperador Valente (r. 364–378) e seus cunhados Cereal e Constantiniano. Evidentemente, o posto estava intimamente relacionado com a família imperial. Assim, Estilicão foi nomeado para ele quando se casou com a sobrinha adotiva do imperador Teodósio I (r. 378–395), Serena. Contudo, os titulares raramente são mencionados posteriormente. O grande general Flávio Aécio ocupou o ofício em 451 e, no século VI, a variante "Conde dos Cavalariços Imperiais" foi conferido a generais como Belisário e Constantiniano, enquanto Baduário, um parente do imperador Justino II (r. 565–578), foi registrado pela crônica do século IX de Teófanes, o Confessor, como tendo exercido o ofício de conde dos estábulos imperiais. O ofício reaparece em fontes na década de 820, quando o "protoespatário e komēs tou basilikou hippostasiou" Damiano liderou uma expedição mal sucedida contra os árabes em Creta.
O ofício bizantino de conde do estábulo é melhor conhecido durante os séculos IX-X, quando foi classificado como pertencente ao grupo de oficiais militares conhecidos como estratarcas. Junto com o logóteta dos rebanhos, era responsável pelos cavalos imperiais da capital, Constantinopla, e das fazendas estatais de cavalos (mitato), principalmente no grande acampamento militar (aplēkton) em Malagina na Bitínia. Ele normalmente ostentava a dignidade de patrício, e era classificado como quinquagésimo primeiro na hierarquia imperial. Durante as procissões imperiais, bem como durante a guerra, acompanhava o imperador bizantino, juntamente com o protoestrator, e desempenhou um papel importante nas recepções de embaixadores estrangeiros.
No século XIII, o ofício de inspiração latina conostaulo parece ter substituído o conde do estábulo, mas outro título, o conde dos cavalos imperiais (em grego: κόμης τῶν βασιλικῶν ἴππων; romaniz.: komēs tōn basilikōn hippōn) apareceu no Dos Ofícios do século XIV de Jorge Codino. Além de trazer ao imperador bizantino seu cavalo e segurá-lo enquanto ele o montava, as funções deste cargo são desconhecidas. Ele não parece ter realizado uma posição dentro da hierarquia da corte, mas sua proximidade com o imperador, aparentemente, o fez adquirir alguma influência, como no caso de Constantino Cadeno, que subiu deste posto para altos cargos políticos sob o imperador Miguel VIII Paleólogo (r. 1259–1282).

## Oficiais subordinados
Os oficiais subordinados (officium) do conde do estábulo não são explicitamente mencionados em fontes bizantinas, mas a sua composição nos séculos IX e X pode ser inferida, ao menos em parte: Ela Inclui:
- Dois cartulários, um de Constantinopla (em grego: ὁ ἔσω χαρτουλάριος; "o cartulário interno") e um de Malagina (em grego: ὁ χαρτουλάριος τῶν Μαλαγίνων ou ὁ ἔξω χαρτουλάριος; "cartulário exterior ou provinciano").[6][7][13]
- O epicta (em grego: ἐπ[ε]ίκτης; romaniz.: ep[e]iktes; de acordo com Bury "um supervisor que força o trabalho"), responsável pela forragem, rega, e outros suprimentos necessários, como ferraduras ou selas.[6][14][13]
- O saframentário (em grego: σαφραμεντάριος; romaniz.: saphramentarios), a origem de cujo título e sua funções são desconhecidas. Nas fontes, ele parece ser responsável por equipar as mulas imperiais antes de uma expedição.[6][7][13]
- Quatro condes (komētes) de Malagina (em grego: οἱ δ′ κόμητες τῶν Μαλαγίνων)[6][7][13]
- Quarenta cavalariços (em grego: οἱ μ′ σύντροφοι τῶν σελλαρίων), também conhecidos como "os cavalariços dos dois estábulos" (em grego: οἱ σύντροφοι τῶν δύο στάβλων, ou seja, Constantinopla e Malagina). Estes foram provavelmente oficiais subalternos encarregados como líderes de destacamentos de mulas.[6][7][13]
- O celário (em grego: κελλάριος; romaniz.: kellarios) ou apóteta (em grego: ἀποθέτης; romaniz.: apothetēs) do estábulo imperial, responsável pelos celeiros dos estábulos.[6][7][13]